# Angresse
Angresse est une commune française située dans le département des Landes en région Nouvelle-Aquitaine.

## Géographie

### Localisation
Commune située dans la forêt des Landes en Maremne.

### Communes limitrophes
Les communes limitrophes sont  Bénesse-Maremne, Capbreton, Saint-Vincent-de-Tyrosse, Saubion, Seignosse et Soorts-Hossegor.
|                 | Seignosse       | Saubion                  |
| Soorts-Hossegor | Angresse        | Saint-Vincent-de-Tyrosse |
| Capbreton       | Bénesse-Maremne |                          |

### Climat
Pour des articles plus généraux, voir Climat de la Nouvelle-Aquitaine et Climat des Landes.
Historiquement, la commune est dans une zone de transition entre les climats océaniques aquitain et basque.  
En 2020, Météo-France publie une typologie des climats de la France métropolitaine dans laquelle la commune est exposée à un climat océanique et est dans une zone de transition entre les régions climatiques « Littoral charentais et aquitain » et « Aquitaine, Gascogne ».
Pour la période 1971-2000, la température annuelle moyenne est de 13,8 °C, avec une amplitude thermique annuelle de 13,1 °C. Le cumul annuel moyen de précipitations est de 1 385 mm, avec 13,3 jours de précipitations en janvier et 8,3 jours en juillet. Pour la période 1991-2020, la température moyenne annuelle observée sur la station météorologique la plus proche, située sur la commune de Soorts-Hossegor à 4 km à vol d'oiseau, est de 14,9 °C et le cumul annuel moyen de précipitations est de 1 181,8 mm,. Pour l'avenir, les paramètres climatiques de la commune estimés pour 2050 selon différents scénarios d’émission de gaz à effet de serre sont consultables sur un site dédié publié par Météo-France en novembre 2022.

## Urbanisme

### Typologie
Au 1er janvier 2024, Angresse est catégorisée petite ville, selon la nouvelle grille communale de densité à sept niveaux définie par l'Insee en 2022.
Elle appartient à l'unité urbaine d'Angresse, une unité urbaine monocommunale constituant une ville isolée,. Par ailleurs la commune fait partie de l'aire d'attraction de Capbreton, dont elle est une commune du pôle principal,. Cette aire, qui regroupe 6 communes, est catégorisée dans les aires de moins de 50 000 habitants,.

### Occupation des sols

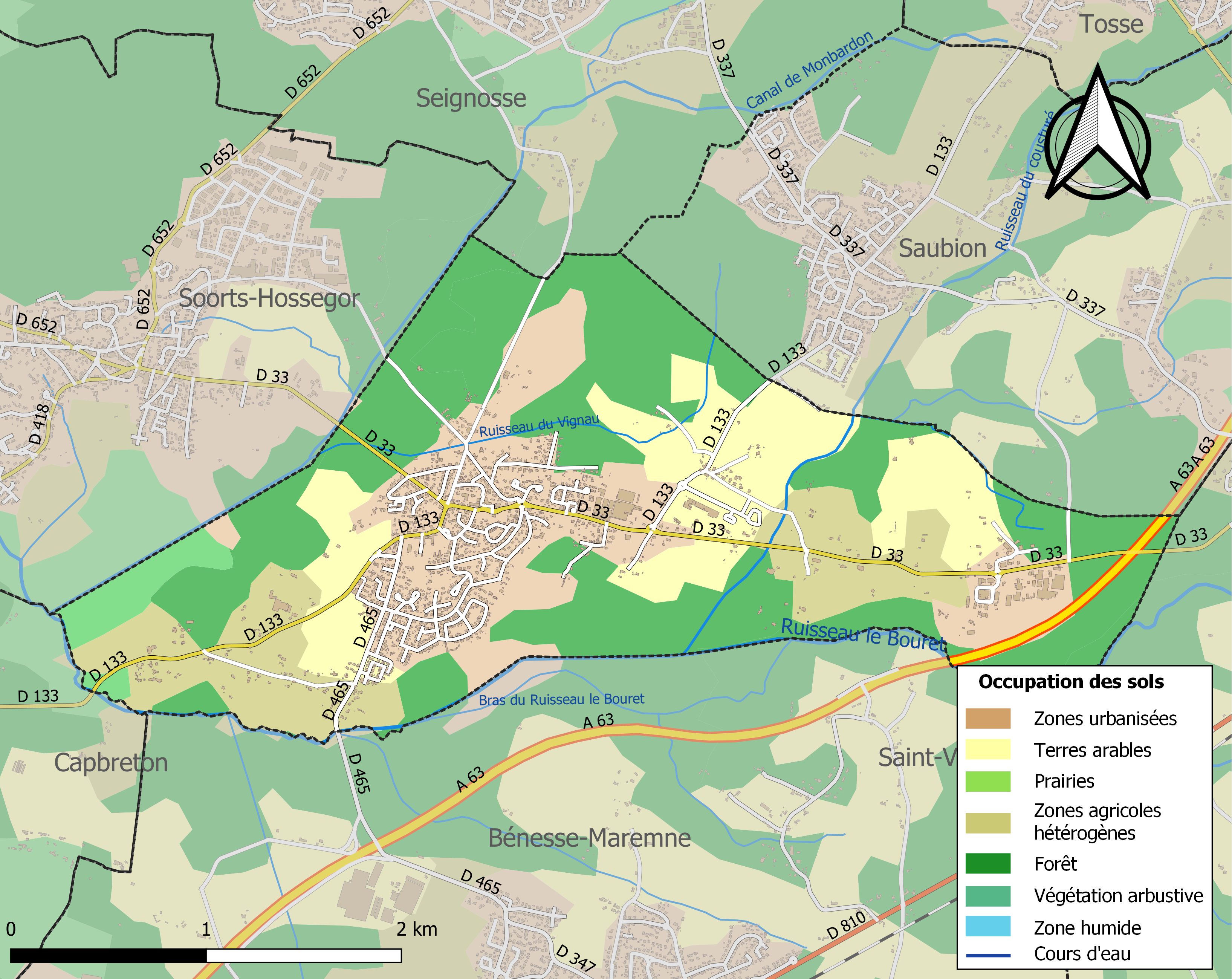
Carte des infrastructures et de l'occupation des sols de la commune en 2018 (CLC).

L'occupation des sols de la commune, telle qu'elle ressort de la base de données européenne d’occupation biophysique des sols Corine Land Cover (CLC), est marquée par l'importance des forêts et milieux semi-naturels (43,1 % en 2018), en diminution par rapport à 1990 (47,5 %). La répartition détaillée en 2018 est la suivante : forêts (40,4 %), zones urbanisées (20,2 %), terres arables (18 %), zones agricoles hétérogènes (15,1 %), zones industrielles ou commerciales et réseaux de communication (3,6 %), milieux à végétation arbustive et/ou herbacée (2,7 %). L'évolution de l’occupation des sols de la commune et de ses infrastructures peut être observée sur les différentes représentations cartographiques du territoire : la carte de Cassini (XVIIIe siècle), la carte d'état-major (1820-1866) et les cartes ou photos aériennes de l'IGN pour la période actuelle (1950 à aujourd'hui).

### Risques majeurs
Le territoire de la commune d'Angresse est vulnérable à différents aléas naturels : météorologiques (tempête, orage, neige, grand froid, canicule ou sécheresse), inondations, feux de forêts, mouvements de terrains et séisme (sismicité faible). Un site publié par le BRGM permet d'évaluer simplement et rapidement les risques d'un bien localisé soit par son adresse soit par le numéro de sa parcelle.
Certaines parties du territoire communal sont susceptibles d’être affectées par le risque d’inondation par submersion marine. La commune a été reconnue en état de catastrophe naturelle au titre des dommages causés par les inondations et coulées de boue survenues en 1988, 1999 et 2009,.
Angresse est exposée au risque de feu de forêt. Depuis le 20 avril 2016, les départements de la Gironde, des Landes et de Lot-et-Garonne disposent d’un règlement interdépartemental de protection de la forêt contre les incendies. Ce règlement vise à mieux prévenir les incendies de forêt, à faciliter les interventions des services et à limiter les conséquences, que ce soit par le débroussaillement, la limitation de l’apport du feu ou la réglementation des activités en forêt. Il définit en particulier cinq niveaux de vigilance croissants auxquels sont associés différentes mesures,.
Les mouvements de terrains susceptibles de se produire sur la commune sont des tassements différentiels.

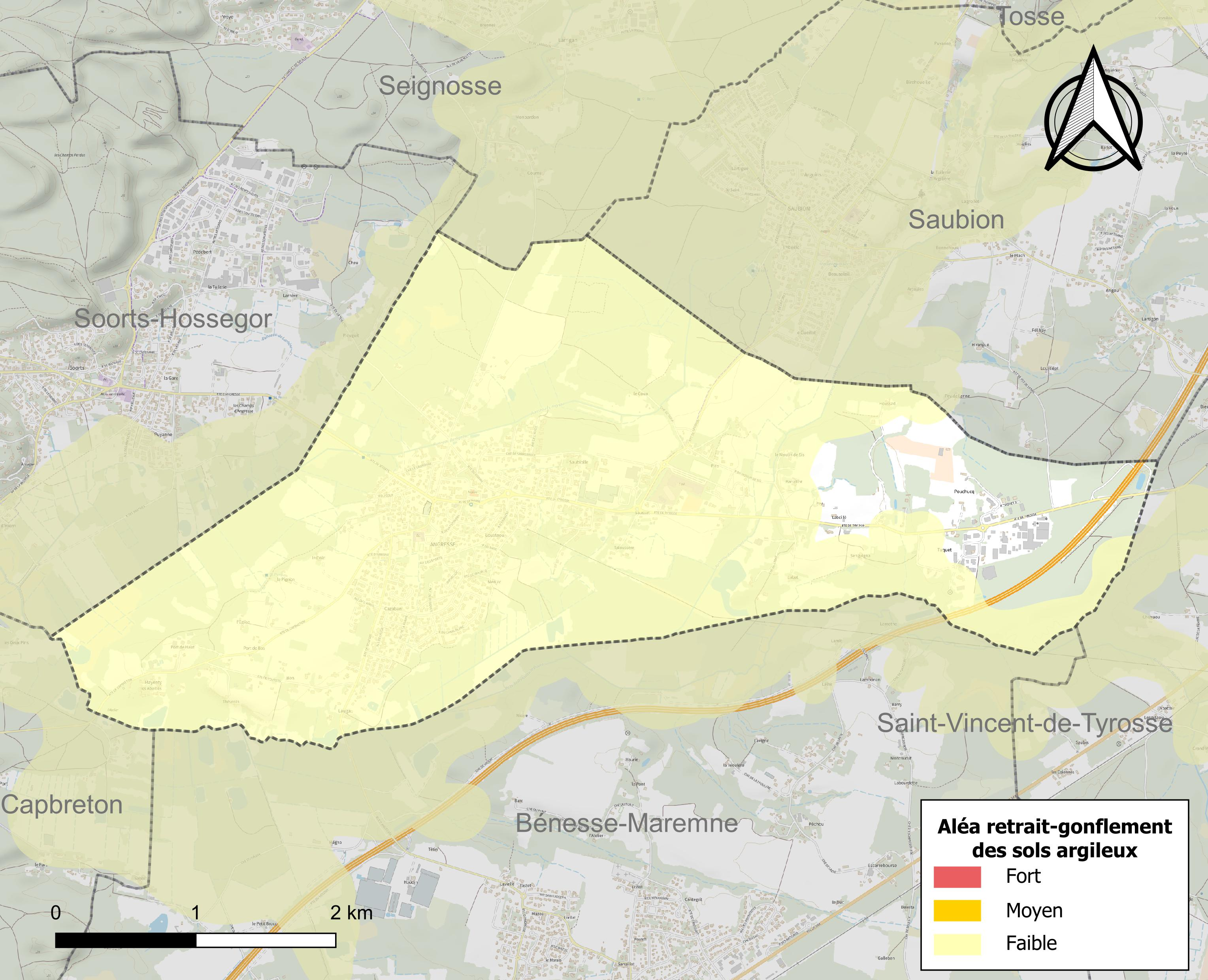
Carte des zones d'aléa retrait-gonflement des sols argileux d'Angresse.

Le retrait-gonflement des sols argileux est susceptible d'engendrer des dommages importants aux bâtiments en cas d’alternance de périodes de sécheresse et de pluie. Aucune partie du territoire de la commune n'est en aléa moyen ou fort (19,2 % au niveau départemental et 48,5 % au niveau national). Sur les 812 bâtiments dénombrés sur la commune en 2019,  aucun n'est en aléa moyen ou fort, à comparer aux 17 % au niveau départemental et 54 % au niveau national. Une cartographie de l'exposition du territoire national au retrait gonflement des sols argileux est disponible sur le site du BRGM,.
Concernant les mouvements de terrains, la commune a été reconnue en état de catastrophe naturelle au titre des dommages causés par la sécheresse en 2003 et 2012 et par des mouvements de terrain en 1999.

## Toponymie
On note l'existence d'une finale -esse (ex. : Bénesse-lès-Dax, Bénesse-Maremne, etc.), voire -resse (ex. : Candresse, Seyresse, etc.), caractéristique du Sud-Ouest de l'hexagone.
Situé dans un environnement de toponymes bascoïdes, le nom de la commune s'explique vraisemblablement par le basque.
Le basque Ganderatz a évolué en Candresse, on peut alors en déduire qu’Angresse est issu d’une forme *Angeratz. Il signifierait « endroit où il y a un terrain bas », Angelatz en basque[réf. nécessaire].
Son nom occitan gascon est Angressa.

## Politique et administration
| Période                                  | Période                  | Identité                     | Étiquette | Qualité                                                               |
| ---------------------------------------- | ------------------------ | ---------------------------- | --------- | --------------------------------------------------------------------- |
| 1848                                     | 1855                     | Laurent Dubos                |           |                                                                       |
| 1855                                     | 1857                     | Jean Soubran                 |           |                                                                       |
| 1857                                     | 1865                     | Jean Cazenave                |           |                                                                       |
| 1865                                     | 1896                     | Jean Lavigne                 |           |                                                                       |
| 1896                                     | 1900                     | Étienne Lavigne              |           |                                                                       |
| 1900                                     | 1912                     | Félix Cazenave               |           |                                                                       |
| 1912                                     | 1919                     | Étienne Lavigne              |           |                                                                       |
| 1919                                     | 1935                     | Noël Labescat                |           |                                                                       |
| 1935                                     | 1939                     | Jean Broustik                |           |                                                                       |
| 1939                                     | 1950                     | François Dufau               |           |                                                                       |
| 1950                                     | 1953                     | René Ducamp                  |           |                                                                       |
| 1953                                     | 1959                     | Laurent Labèque              |           |                                                                       |
| 1959                                     | mars 1971                | Rémy Sardeluc                |           |                                                                       |
| mars 1971                                | mars 2005                | Jean Cazenave                | SE        | Retraité agricole                                                     |
| mars 2005                                | octobre 2010 (démission) | Marie-Hélène Forçans-Gaujacq |           | Vice-présidente chargée de la culture MACS                            |
| novembre 2010                            | mai 2020                 | Arnaud Pinatel               | PS        | Cadre bancaire Vice-président chargé du développement économique MACS |
| mai 2020                                 | En cours                 | Philippe Sardeluc            | DVG       | Fontainier au golf de Moliets                                         |
| Les données manquantes sont à compléter. |                          |                              |           |                                                                       |

## Démographie
Les habitants sont nommés les Angressois.
| 1793 | 1800 | 1806 | 1821 | 1831 | 1836 | 1841 | 1846 | 1851 |
| ---- | ---- | ---- | ---- | ---- | ---- | ---- | ---- | ---- |
| 200  | 197  | 254  | 313  | 320  | 330  | 335  | 330  | 350  |

| 1856 | 1861 | 1866 | 1872 | 1876 | 1881 | 1886 | 1891 | 1896 |
| ---- | ---- | ---- | ---- | ---- | ---- | ---- | ---- | ---- |
| 391  | 390  | 402  | 395  | 438  | 439  | 456  | 437  | 436  |

| 1901 | 1906 | 1911 | 1921 | 1926 | 1931 | 1936 | 1946 | 1954 |
| ---- | ---- | ---- | ---- | ---- | ---- | ---- | ---- | ---- |
| 403  | 431  | 429  | 410  | 394  | 372  | 360  | 357  | 339  |

| 1962 | 1968 | 1975 | 1982 | 1990 | 1999  | 2005  | 2006  | 2010  |
| ---- | ---- | ---- | ---- | ---- | ----- | ----- | ----- | ----- |
| 348  | 388  | 492  | 653  | 877  | 1 097 | 1 359 | 1 387 | 1 535 |

| 2015  | 2020  | 2022  | - | - | - | - | - | - |
| ----- | ----- | ----- | - | - | - | - | - | - |
| 1 963 | 2 193 | 2 241 | - | - | - | - | - | - |

## Culture locale et patrimoine

### Lieux et monuments
- Église Saint-Pierre d'Angresse

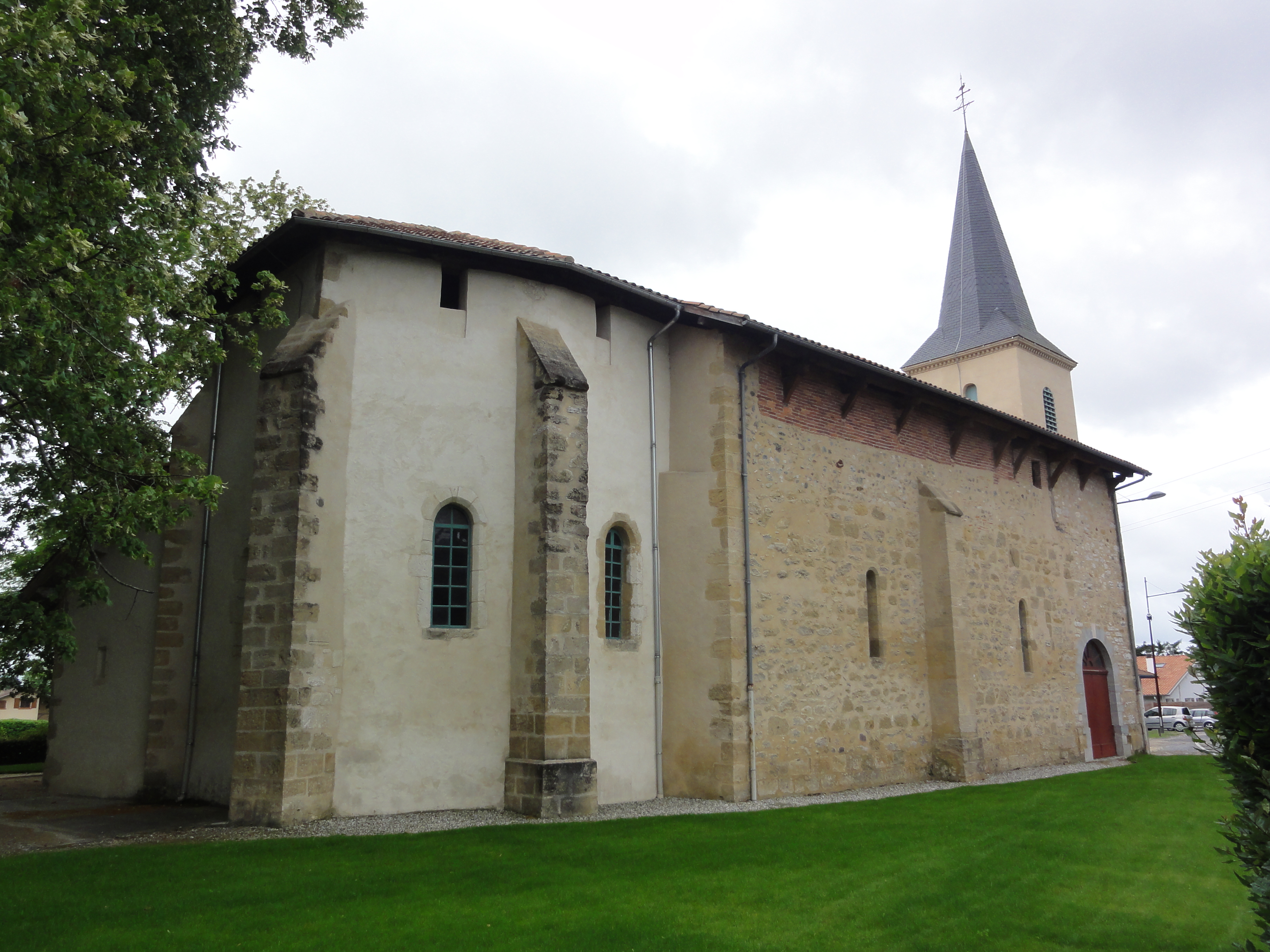
Église Saint-Pierre d'Angresse.
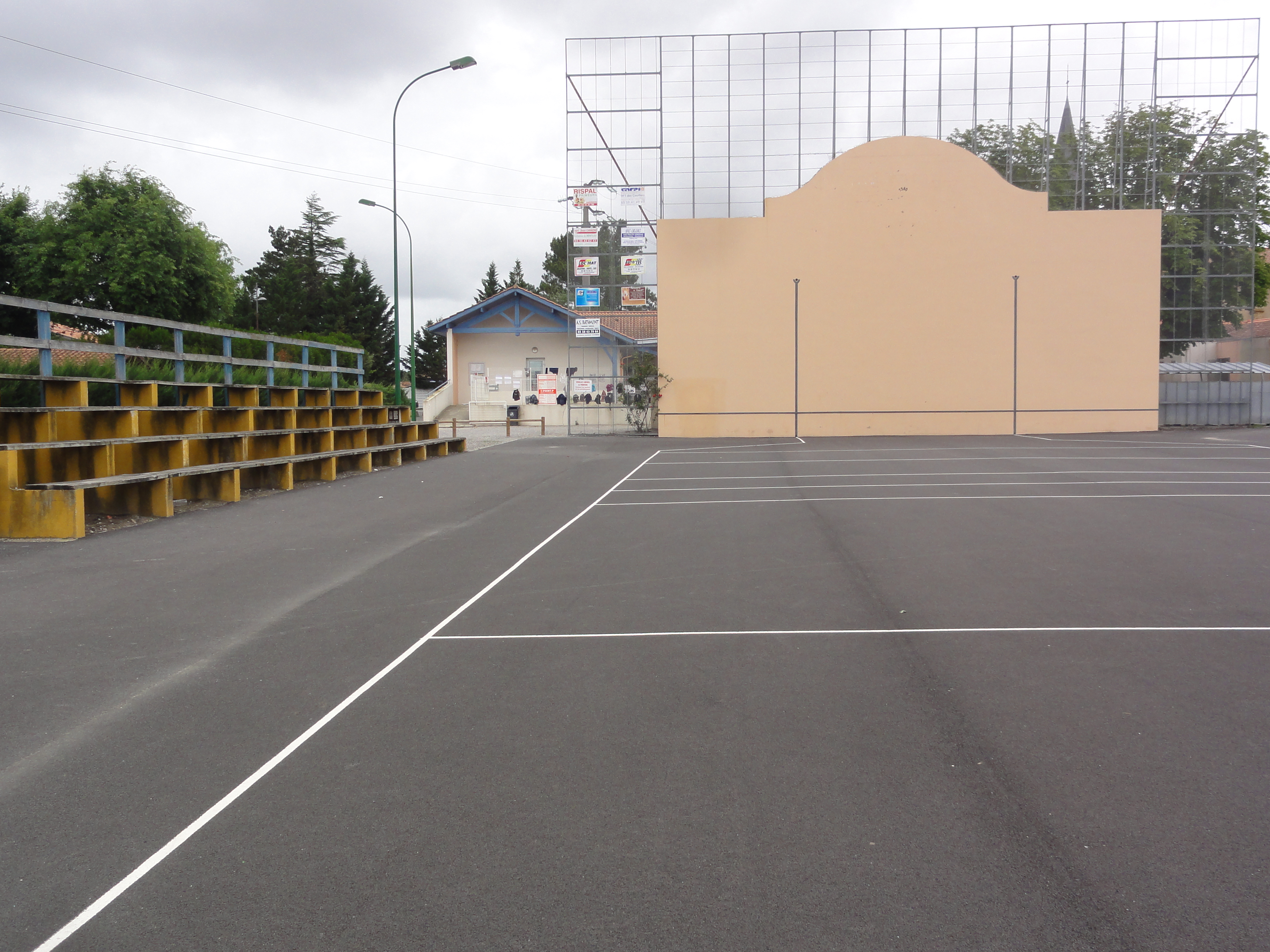
Fronton d'Angresse.

### Personnalités liées à la commune
- Lydie Arickx, artiste peintre française[30].